# Grand-Bassam (underprefektur)
Grand-Bassam är en underprefektur i Elfenbenskusten. Den ligger i departementet med samma namn, i den sydöstra delen av landet, 250 km sydost om huvudstaden Yamoussoukro.